# Caravelas (kommun)
Caravelas är en kommun i Brasilien.   Den ligger i delstaten Bahia, i den sydöstra delen av landet, 900 km öster om huvudstaden Brasília. Antalet invånare är 21 437.
I omgivningarna runt Caravelas växer i huvudsak städsegrön lövskog. Runt Caravelas är det glesbefolkat, med 11 invånare per kvadratkilometer.